# Sonoma TrainTown Railroad

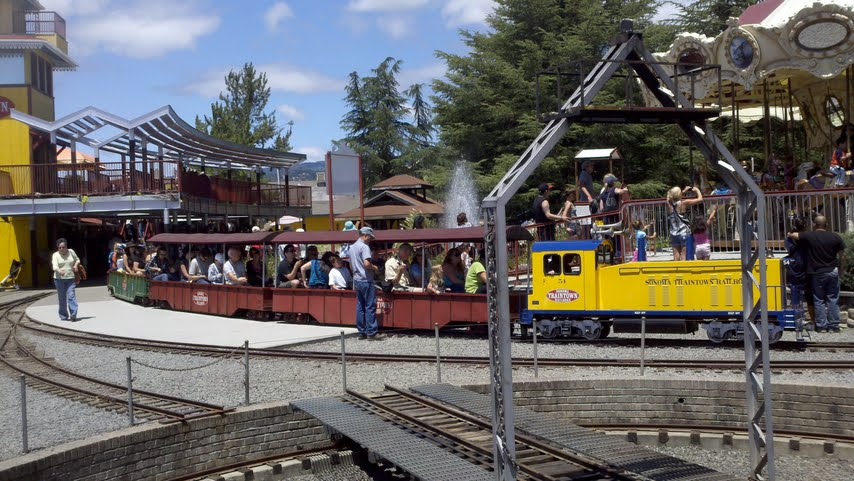
Miniatuurspoorweg en draaimolen.

De Sonoma TrainTown Railroad is een toeristische spoorweg en een klein attractiepark in Sonoma, in de San Francisco Bay Area in de Amerikaanse staat Californië. De hoofdattractie is een miniatuurtrein die op een smalspoor met een spoorwijdte van 15 inch (381 mm) rijdt, en waar bezoekers in kunnen meerijden.
TrainTown werd opgebouwd door Stanley Frank, een drukker uit Oakland (Californië). Hij begon in 1958 met de bouw van de treinen, de motoren, de spoorlijnen, de huizen en de omgeving. Het park opende in 1968. Frank stierf in 1977, waarna familieleden het project verderzetten. Sindsdien zijn er een aantal typische pretpark- en kermisattracties bij gekomen, zoals een draaimolen.
Toegang en parking zijn gratis; bezoekers betalen apart voor de verschillende attracties en treinritjes.